# Sphecotheres hypoleucus
Sphecotheres hypoleucus là một loài chim trong họ Oriolidae.